# Parryjeva zavjera
Parryjeva zavjera (engl. Parry plot) 1585. godine, bila je zavjera pod vodstvom welškog doktora William Parryja, koji je ujedno bio i dvostruki agent u službi katolika.
U ključnom trenutku izgubio je hrabrost, te nije ubio Elizabetu I. Ispitan je, priznao je da je planirao njezino ubojstvo te je pogubljen.